# سارة فيلدنغ
سارة فيلدنغ (بالإنجليزية: Sarah Fielding)‏ (8 نوفمبر 1710 -9 أبريل 1768) مؤلفة إنجليزية وأخت الروائي هنري فيلدنغ. أهم أعمالها رواية الأكاديمية النسائية الصغيرة وهي رواية تستهدف الأطفال على وجه التحديد.

## روابط خارجية
- سارة فيلدنغ على موقع الموسوعة البريطانية (الإنجليزية)